# 八路军武汉办事处旧址
八路军武汉办事处旧址，位于中华人民共和国湖北省武汉市江岸区长春街57号，是一幢四层日式楼房。该建筑原属于汉口日租界中街的日本大石洋行，1937年12月由国民政府转交给八路军武汉办事处使用。1938年10月，八路军武汉办事处工作人员先后自武汉撤往重庆，改为成立八路军重庆办事处。1944年该建筑被飞虎队炸毁，1978年重建并改为纪念馆。2013年，八路军武汉办事处旧址被列为全国重点文物保护单位。

## 历史
1937年9月，中共中央派董必武到武汉筹备八路军武汉办事处。当年10月，八路军武汉办事处在安仁里1号成立。当年12月，南京陷落，原八路军南京办事处的工作人员随南京国民政府的其他重要部门迁至武汉，并加入武汉办事处的工作当中，至此第十八军驻武汉办事处自此正式成立，通称为八路军武汉办事处，其地点迁至国民政府提供的大石洋行大楼，主要负责联络组织、军备供给、人才输送、组织抗日救亡活动等任务。当月新成立的中共中央长江局也搬入了该办事处。1938年1月1日，搬迁工作正式完成，该办事处正式对外办公。当月新四军军部迁往南昌，八路军武汉办事处接管了新四军驻汉办事处的所有工作。1938年10月，日军进逼武汉。当月20日，该办事处全体人员先后从武汉撤往重庆，成功抵达的人员另行成立八路军重庆办事处。1944年，飞虎队轰炸武汉日租界时将该建筑炸毁。中华人民共和国成立后，1978年，该建筑按照原样重建，1979年3月作为纪念馆对公众开放:6。2013年，八路军武汉办事处旧址被列为全国重点文物保护单位。

## 结构
八路军武汉办事处旧址位于武汉市江岸区长春街57号，是一座日式四层水泥和砖结构的洋房。一楼为大厅，现为“武汉抗战陈列”展厅。此外楼内还有周恩来和邓颖超、秦邦宪、董必武、叶剑英的办公室兼卧室，以及办事处的办公室、副官室、机要科、电台室、会议室、会客室等的复原陈列。其中董必武的卧室兼办公室以及会客室在二楼；叶剑英的卧室兼办公室以及会议厅在三楼；周恩来和邓颖超的卧室兼办公室以及机要科办公室在四楼。:6-8